# 君山
君山位于湖南岳阳西部的洞庭湖中，是一个小岛，全称君山岛又名爱情岛。国家5A级景区，面积仅0.96平方公里，最高峰海拔63.5米。古代称为湘山、洞庭山。屈原在《九歌》中把葬于此的二妃称为湘君和湘夫人，故后人将此山改名为君山。 岛上古迹众多，历代修有36亭48庙。风景秀丽，有大小72峰，是洞庭湖中最著名的小岛。著名景点有二妃墓、朗吟亭、柳毅井、秦始皇封山印、汉武帝射蛟台等。岛上所产的君山银针，是中华十大名茶之一。君山属于岳阳楼洞庭湖国家重点风景名胜区。

## 景点

### 二妃墓
传说中的舜帝南巡，“崩于苍梧之野，葬于江南九疑。”。娥皇女英二妃子寻夫时闻此噩耗，恸哭不已，忧郁而死。百姓被她们与舜帝的爱情所感动，葬在君山，俗称“二妃墓”。传说二妃的眼泪洒在竹子上，形成抹不去的斑点。这就是著名的湘妃竹。清朝光绪七年（1881年）钦差大臣彭玉麟捐款对墓进行了一次大型维修，竖上“虞帝二妃之墓”的墓碑。

### 朗吟亭
因吕洞宾“朗吟飞洞庭湖”的诗句而得名，是传说中吕洞宾在君山观洞庭湖美景，饮酒谈笑的地方。

### 柳毅井

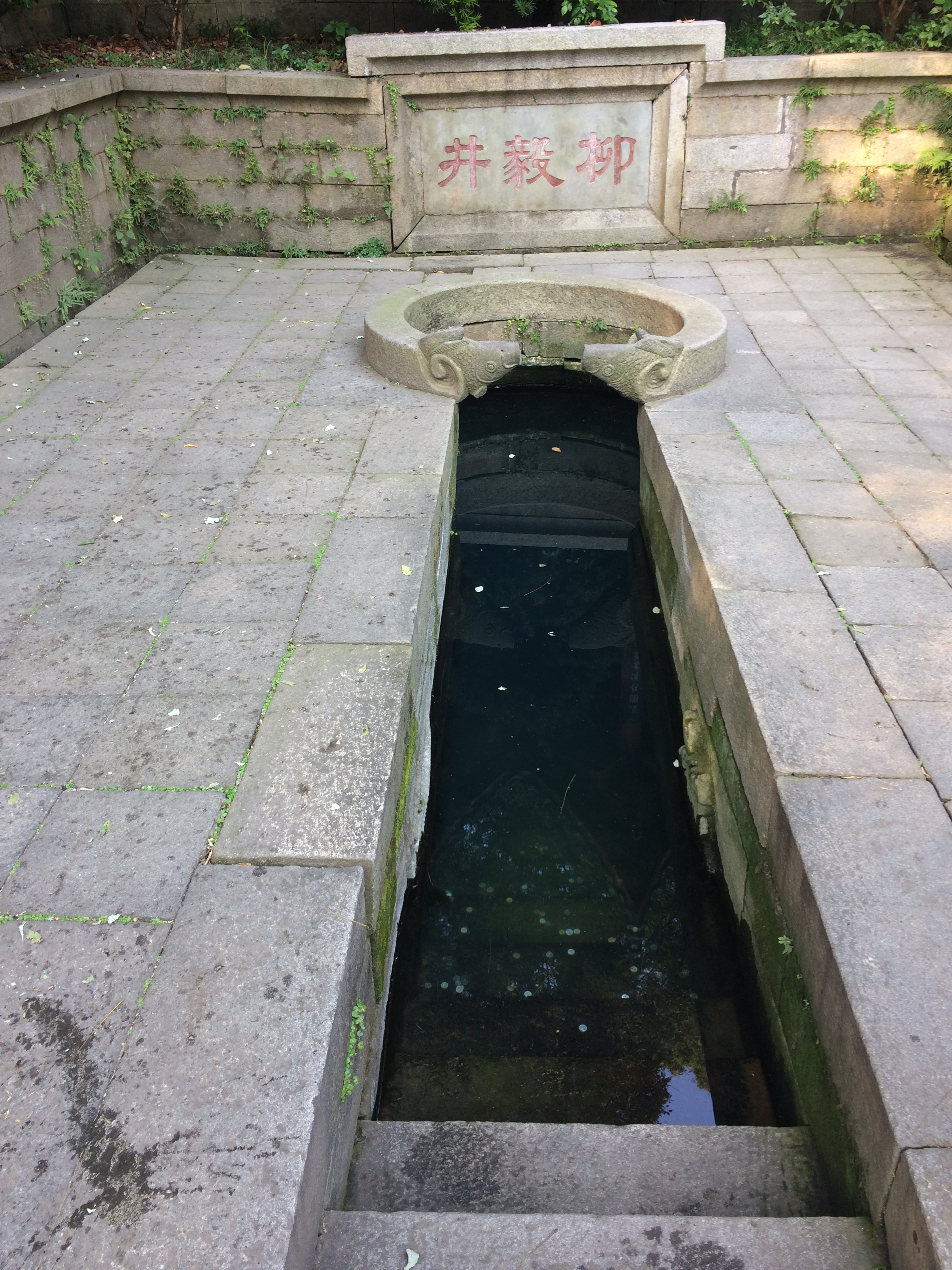
柳毅井

是著名唐代传奇小说《柳毅传》中，柳毅入龙宫的地方，位于君山龙舌根部。传说唐朝时一书生柳毅进京赶考时，遇到了受到公婆虐待的龙王三公主。公主要柳毅传书给洞庭湖龙王，以解救在困境中的她。最终公主获救，爱上柳毅，两人结为夫妻。井边建有传书亭。后人将此井改称柳毅井，以纪念他的义举。

## 延伸阅读
[在维基数据编辑]
 《欽定古今圖書集成·方輿彙編·山川典·君山部》，出自陈梦雷《古今圖書集成》